# Alirio Díaz
Alirio Díaz (12 novembre 1923 -  5 juillet 2016) était un guitariste et compositeur classique vénézuélien, considéré comme l'un des meilleurs guitaristes d'Amérique du Sud et un musicien éminent, qui a étudié auprès d'Andrés Segovia et s'est produit dans le monde entier. 

## Biographie
Il est né au caserío La Candelaria, près de Carora. Initié jeune à la guitare par son oncle qui lui apprend à jouer à l'oreille, il poursuit l'apprentissage de la guitare classique auprès de Raúl Borges. En 1950, le gouvernement vénézuélien lui décerne une bourse pour perfectionner ses études de guitare à Madrid, auprès de Regino Sainz de la Maza. La même année, il donne son premier concert de guitare en Europe. En 1951, il se rendit à l'Accademia Musicale Chigiana de Sienne (Italie) pour étudier avec Andrés Segovia. Trois ans plus tard, il devint assistant et remplaçant de Segovia et commença à se produire dans certaines des salles de concert les plus prestigieuses d'Europe. 
En 1961, la pièce Invocación y Danza, du compositeur espagnol Joaquín Rodrigo, dédiée à Alirio Díaz, remporte le premier prix du Concours international de guitare décerné par l'Office de radiodiffusion-télévision française (ORTF). Díaz l’année suivante en fera la création en France, puis il l'enregistrera. Ce fut l'une parmi plusieurs compositions dédiées à Alirio Díaz et dont il fera la création. Le compositeur Antonio Lauro, compatriote et ami, lui a aussi dédié son concerto pour guitare et orchestre en 1956, et la pièce Carora.

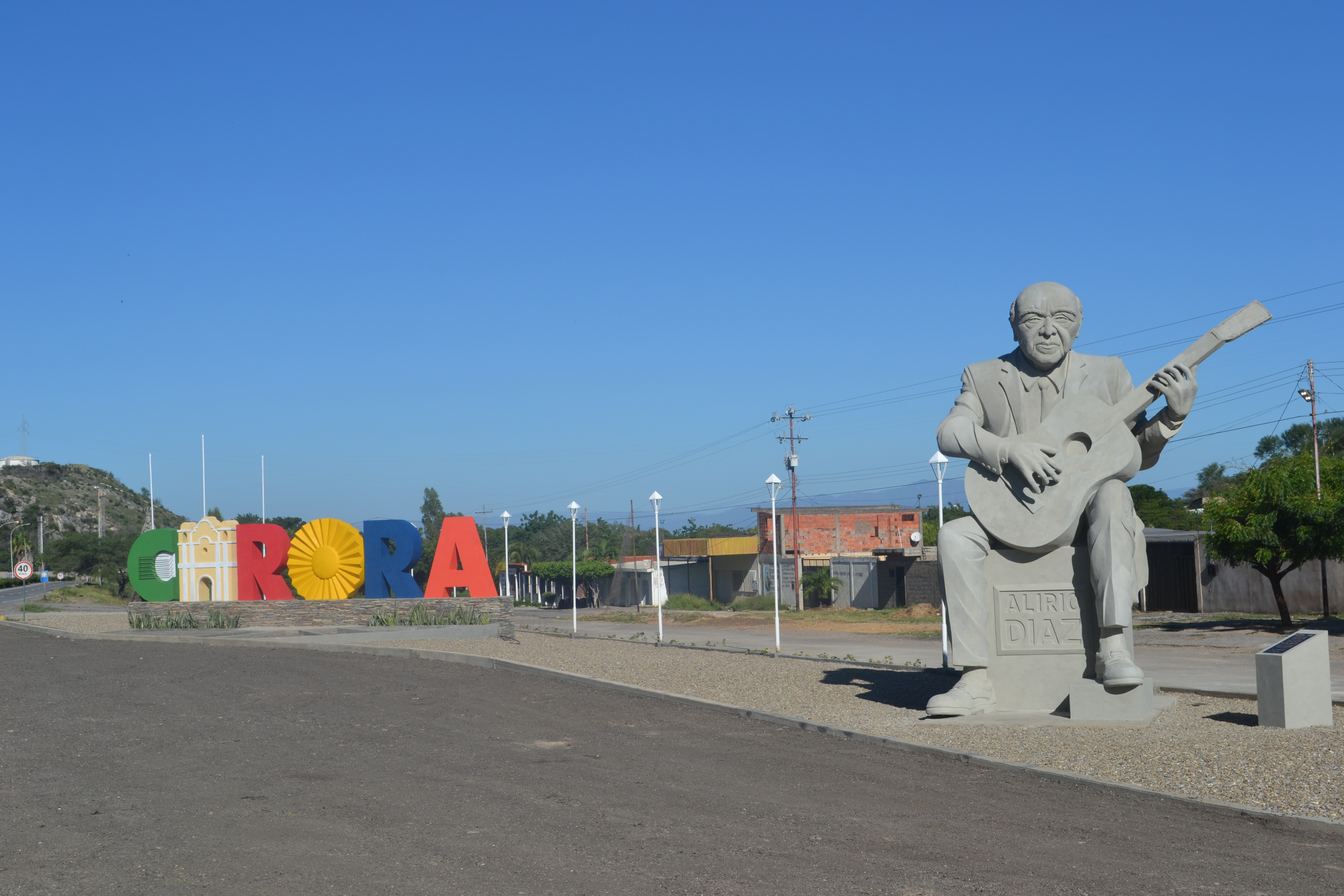
Statue d'Alirio Díaz érigée à l'entrée de sa ville natale, Carora.

Alirio Díaz s'est produit en concert dans le monde entier, avec des œuvres allant de la musique baroque et classique aux œuvres de compositeurs modernes d'Amérique latine, tels que Lauro, Sojo et Barrios Mangoré. Il a enregistré un certain nombre de disques. Il a enseigné à Rome et s'est aussi produit en concert avec son fils Senio. Pendant l'hiver européen, il revenait au Venezuela dans sa ville natale,. 